# Grand Riou de la Blanche
Der Grand Riou de la Blanche ist ein Gebirgsfluss in Frankreich, der im Département Alpes-de-Haute-Provence in der Region Provence-Alpes-Côte d’Azur verläuft. Er entspringt unter dem Namen Blanche de Laverq  in den französischen Seealpen, unterhalb des Puy de la Sèche (2820 m), im Gemeindegebiet von Méolans-Revel, im Naturschutzgebiet Réserve Biologique du Laverq, entwässert in einer S-Kurve generell Richtung Norden durch die Talschaft Vallon de Laverq und mündet nach rund 17 Kilometern im gleichen Gemeindegebiet Méolans-Revel als linker Nebenfluss in die Ubaye.

## Orte am Fluss
(Reihenfolge in Fließrichtung)
- Ancienne Maison Forrestière de Plan Bas, Gemeinde Méolans-Revel
- Pied de Prats, Gemeinde Méolans-Revel
- Laverq, Gemeinde Méolans-Revel
- Les Clarionds, Gemeinde Méolans-Revel
- Saint-Barthelémy, Gemeinde Méolans-Revel
- Le Martinet, Gemeinde Méolans-Revel